# 紫滨鹬
紫滨鹬（学名：Calidris maritima），是鸻形目丘鹬科的一种鸟类。

## 特征
紫滨鹬体重约65.1克，翼长约121毫米，嘴峰长约33.3毫米，喙宽度约3.7毫米，喙厚度约4.9毫米，跗蹠长约21.9毫米，尾长约55.4毫米。紫滨鹬是候鸟，其栖息在开放的草原环境中，食性为肉食性，主要食物来源是水生动物。

## 分布
整个北极地区的苔原；越冬于美国东部和欧洲西北部沿海地区越冬。